# Matijevac
Matijevac (cyr. Матијевац) – wieś w Serbii, w okręgu maczwańskim, w gminie Vladimirci. W 2011 roku liczyła 666 mieszkańców.